# Gran Premio motociclistico di Spagna 1975
Il Gran Premio motociclistico di Spagna fu il secondo appuntamento del motomondiale 1975.
Si svolse il 20 marzo 1975 sul Circuito permanente del Jarama. Erano in programma le classi 50, 125, 250 e 350.
In 350 Giacomo Agostini si rifece della sconfitta del Paul Ricard, battendo Johnny Cecotto.
Walter Villa dominò la gara della 250, lasciando il secondo (Patrick Pons) a oltre un minuto.
Prima vittoria iridata per Paolo Pileri in 125, in una gara che il ternano aveva condotto sin dall'inizio.
Agevole vittoria per Ángel Nieto in 50.

## Classe 350

### Arrivati al traguardo
| Pos. | Pilota               | Moto            | Tempo      | Punti |
| ---- | -------------------- | --------------- | ---------- | ----- |
| 1    | Giacomo Agostini     | Yamaha          | 1h 04' 18" | 15    |
| 2    | Johnny Cecotto       | Yamaha          | +9" 8      | 12    |
| 3    | Hideo Kanaya         | Yamaha          | +1' 05" 5  | 10    |
| 4    | Víctor Palomo        | SMAC-Yamaha     | +1' 30" 3  | 8     |
| 5    | Dieter Braun         | Yamaha          | +1 giro    | 6     |
| 6    | Pentti Korhonen      | Yamaha          | +1 giro    | 5     |
| 7    | Gérard Choukroun     | Yamaha          | +1 giro    | 4     |
| 8    | Walter Villa         | Harley-Davidson | +1 giro    | 3     |
| 9    | Eduardo Celso-Santos | Yamaha          | +1 giro    | 2     |
| 10   | John Williams        | Dugdale-Yamaha  | +1 giro    | 1     |
| 11   | Tom Herron           | Yamaha          |            |       |
| 12   | Maurice Maingret     | Yamaha          |            |       |
| 13   | Kjell Solberg        | Yamaha          |            |       |
| 14   | Nico van der Zanden  | Yamaha          |            |       |
| 15   | Helmut Kassner       | Yamaha          |            |       |

### Ritirati
| Pilota            | Moto            | Motivo ritiro |
| ----------------- | --------------- | ------------- |
| Giovanni Proni    | Yamaha          |               |
| Tony Rutter       | SMAC-Yamaha     |               |
| Michel Rougerie   | Harley-Davidson |               |
| Jaime Samaranch   | Yamaha          |               |
| Peter McKinley    | Yamaha          |               |
| Chas Mortimer     | Maxton-Yamaha   |               |
| Rolf Minhoff      | Yamaha          |               |
| Edmar Ferreira    | Yamaha          |               |
| Philippe Bouzanne | Yamaha          |               |
| Christian Huguet  | Yamaha          |               |
| Alex George       | Yamaha          |               |
| Patrick Pons      | Yamaha          |               |

## Classe 250
28 piloti alla partenza, 13 al traguardo.

### Arrivati al traguardo
| Pos. | Pilota               | Moto            | Tempo        | Punti |
| ---- | -------------------- | --------------- | ------------ | ----- |
| 1    | Walter Villa         | Harley-Davidson | 1h 00' 59" 8 | 15    |
| 2    | Patrick Pons         | Yamaha          | +19" 3       | 12    |
| 3    | Benjamín Grau        | Derbi           | +1' 19" 6    | 10    |
| 4    | Chas Mortimer        | Maxton-Yamaha   | +1' 20" 7    | 8     |
| 5    | Rolf Minhoff         | Yamaha          | +1' 32" 8    | 6     |
| 6    | Michel Rougerie      | Harley-Davidson | +1 giro      | 5     |
| 7    | Tom Herron           | Yamaha          | +1 giro      | 4     |
| 8    | Peter McKinley       | Yamaha          | +1 giro      | 3     |
| 9    | Tapio Virtanen       | Yamaha          |              | 2     |
| 10   | Vincenzo Cascino     | Harley-Davidson |              | 1     |
| 11   | Giovanni Proni       | Yamaha          |              |       |
| 12   | Eduardo Celso-Santos | Yamaha          |              |       |
| 13   | Alex George          | Yamaha          | +1 giro      |       |

### Ritirati
| Pilota            | Moto            | Motivo ritiro        |
| ----------------- | --------------- | -------------------- |
| Víctor Palomo     | SMAC-Yamaha     | rottura del cambio   |
| Leif Gustafsson   | Yamaha          |                      |
| Dieter Braun      | Yamaha          |                      |
| Gérard Choukroun  | Yamaha          |                      |
| Johnny Cecotto    | Yamaha          | rottura della catena |
| Pentti Korhonen   | Yamaha          | caduta               |
| John Williams     | Yamaha          |                      |
| Charlie Williams  | Yamaha          |                      |
| Paolo Pileri      | Yamaha          |                      |
| Tony Rutter       | Yamaha          |                      |
| Philippe Bouzanne | Yamaha          |                      |
| Kjell Solberg     | Yamaha          |                      |
| Ikujiro Takai     | Yamaha          | grippaggio           |
| Jaime Samaranch   | Harley-Davidson |                      |
| Harald Bartol     | Yamaha          |                      |

### Non qualificati
| Pilota              | Moto   |
| ------------------- | ------ |
| Nico van der Zanden | Yamaha |

## Classe 125
28 piloti alla partenza, 15 al traguardo.

### Arrivati al traguardo
| Pos. | Pilota             | Moto       | Tempo     | Punti |
| ---- | ------------------ | ---------- | --------- | ----- |
| 1    | Paolo Pileri       | Morbidelli | 56' 00" 9 | 15    |
| 2    | Kent Andersson     | Yamaha     | +30" 7    | 12    |
| 3    | Bruno Kneubühler   | Yamaha     | +1' 01" 4 | 10    |
| 4    | Pier Paolo Bianchi | Morbidelli | +1' 21" 2 | 8     |
| 5    | Leif Gustafsson    | Yamaha     | +1 giro   | 6     |
| 6    | Hans Müller        | Yamaha     | +1 giro   | 5     |
| 7    | Johann Zemsauer    | Rotax      | +1 giro   | 4     |
| 8    | Eugenio Lazzarini  | Piovaticci | +1 giro   | 3     |
| 9    | Peter Frohnmeyer   | Maico      | +1 giro   | 2     |
| 10   | Pentti Salonen     | Yamaha     | +1 giro   | 1     |
| 11   | Hugo Vignetti      | Derbi      |           |       |
| 12   | Mario Francioni    | Yamaha     |           |       |
| 13   | Cees van Dongen    | Yamaha     |           |       |
| 14   | Enrique Escuder    | Yamaha     |           |       |
| 15   | Angel M. Del Pozo  | Bultaco    |           |       |

### Ritirati
| Pilota             | Moto        | Motivo ritiro |
| ------------------ | ----------- | ------------- |
| Rolf Thiele        | Maico       |               |
| Maurice Maingret   | Yamaha      |               |
| Benjamín Grau      | Derbi       | grippaggio    |
| Gert Bender        | Bender      |               |
| Ángel Nieto        | Bridgestone |               |
| Herbert Rittberger | Yamaha      |               |
| Horst Seel         | Seel        |               |
| Ulrich Graf        | Yamaha      |               |
| Rolf Blatter       | Maico       |               |
| Angel Perurena     | Bultaco     |               |
| Matti Kinnunen     | Maico       |               |
| Claudio Lusuardi   | Derbi       |               |
| Ramon Anguera      | Bultaco     |               |

## Classe 50
28 piloti alla partenza, 14 al traguardo.

### Arrivati al traguardo
| Pos. | Pilota               | Moto       | Tempo     | Punti |
| ---- | -------------------- | ---------- | --------- | ----- |
| 1    | Ángel Nieto          | Kreidler   | 36' 16" 1 | 15    |
| 2    | Juliaan Vanzeebroeck | Kreidler   | +12"      | 12    |
| 3    | Stefan Dörflinger    | Kreidler   | +17" 4    | 10    |
| 4    | Eugenio Lazzarini    | Piovaticci | +25" 4    | 8     |
| 5    | Nico Polane          | Kreidler   | +46" 6    | 6     |
| 6    | Herbert Rittberger   | Kreidler   | +52" 5    | 5     |
| 7    | Jaime Alguersuari    | Derbi      | +1' 05" 5 | 4     |
| 8    | Cees van Dongen      | Kreidler   | +1' 36" 1 | 3     |
| 9    | Rudolf Kunz          | Kreidler   | +1' 37" 2 | 2     |
| 10   | Joaquín Galí         | Derbi      | +1 giro   | 1     |